# Крумм, Хендрик Арсеньевич
Хе́ндрик Арсе́ньевич Крумм (эст. Hendrik Krumm; 21 декабря 1934, Лейзи, Сааремаа — 12 апреля 1989, Таллин) — эстонский, советский оперный певец (тенор), педагог. Народный артист СССР (1980).

## Биография
Родился в деревне Лейзи уезда Сааремаа, Эстония.
Учился в средней школе в Лейзи, занимался лёгкой атлетикой. В 1953 году окончил среднюю музыкальную школу в Таллине. До учёбы в консерватории некоторое время учился скульптуре в Государственном институте художеств Эстонской ССР (ныне Эстонская академия художеств). В 1963 году окончил Таллинскую консерваторию (ныне Эстонская академия музыки и театра) по классу А. Ардера.
С 1956 года — певец хора Эстонского радио.
С 1957 года — певец хора, с 1961 и до конца жизни — солист Эстонского театра оперы и балета (ныне Национальная опера «Эстония») в Таллине.
В 1965—1968 годах стажировался в миланском театре «Ла Скала» (Италия), где учился у Дженнаро Барра, ученика Э. Карузо.
Вёл концертную деятельность. Выступал как камерный певец. В репертуаре романсы Г. В. Свиридова и С. В. Рахманинова. Участвовал в исполнении ораториально-кантатных произведений — реквиема Дж. Верди, оперы-оратории «Царь Эдип» И. Ф. Стравинского.
Пел на сцене Большого театра в Москве. Гастролировал по городам СССР и за рубежом (Финляндия, Польша, Италия, Венгрия, Швеция, США, Япония, Канада и др.).
Выступал в качестве оперного режиссёра («Бал-маскарад» Дж. Верди (1985), «Кармен» Ж. Бизе).
С 1976 года преподавал в Таллинской консерватории (с 1981 — доцент).
Депутат Верховного Совета Эстонской ССР 10-го созыва.
Умер 12 апреля 1989 года в Таллине во время хирургической операции из-за тромба в сердце. Похоронен на Лесном кладбище.

### Семья
- Брат — Лембит Крумм (1928—2016), учёный, член Академии наук Эстонии
- Жена — Берта Крумм
  - Сын — Андрес
- Жена (с 1974) — Катрин Карисма-Крумм (р. 1947), актриса, певица и политик.
  - Дочь — Мари

## Звания и награды
- Заслуженный артист Эстонской ССР (1968)
- Народный артист Эстонской ССР (1974)
- Народный артист СССР (1980)[3]
- Орден «Знак Почёта»[4]
- Премия Театрального союза Эстонии (1968) — за роль Манрико в опере «Трубадур» Дж. Верди
- Премия им. Георга Отса (1983)
- Премия музыкального театра (1988).

## Партии
- 1957 — «Сказки Гофмана» Ж. Оффенбаха — Натаниэль
- 1959 — «Царская невеста» Н. А. Римского-Корсакова — Лыков
- 1960, 1985 — «Бал-маскарад» Дж. Верди — Густав III
- 1961 — «Иоланта» П. И. Чайковского — Водемон
- 1962, 1977 — «Богема» Дж. Пуччини — Рудольф
- 1963, 1982 — «Кармен» Ж. Бизе — Дон Хосе
- 1964 — «Аида» Дж. Верди — Радамес
- 1965, 1974 — «Травиата» Дж. Верди — Альфред
- 1967 — «Трубадур» Дж. Верди — Манрико
- 1968 — «Риголетто» Дж. Верди — Герцог
- 1969 — «Джоконда» А. Понкьелли — Энцо
- 1969 — «Викинги» («Викерцы») Э. Аав — Юло
- 1970, 1984 — «Лючия ди Ламмермур» Г. Доницетти — Эдгар
- 1970 — «Юха» А. Мериканто — Шамейка
- 1971 — «Дон Карлос» Дж. Верди — Дон Карлос
- 1974 — «Огни мщения» Э. А. Каппа — Неэме
- 1974 — «Дон Паскуале» Г. Доницетти — Эрнесто
- 1976 — «Сирано де Бержерак» Э. М. Тамберга — Кристиан
- 1976 — «Аттила» Дж. Верди — Форесто
- 1977 — «Катерина Измайлова» Д. Д. Шостаковича — Сергей
- 1978 — «Сельская честь» П. Масканьи — Туридду
- 1979 — «Дочь полка» Г. Доницетти — Тонио
- 1980 — «Борис Годунов» М. П. Мусоргского — Шуйский
- 1981 — «Луиза Миллер» Дж. Верди — Рудольф
- 1983 — «Проданная невеста» Б. Сметаны — Jenik
- 1984 — «Летучий голландец» Р. Вагнера — Tüürimees
- 1986 — «Граф Люксембург» Ф. Легара — Рене
- 1987 — «Хованщина» М. П. Мусоргского — Голицын
- 1988 — «Сказки Гофмана» Ж. Оффенбаха — Гофман
- 1988 — «Мефистофель» А. Бойто — Фауст
- «Беатриче и Бенедикт» Г. Берлиоза — Бенедикт.

## Фильмография
- 1974 — Оперный бал — Хендрик Крумм

## Записи и литература
- Антология. Хендрик Крумм — арии, дуэты и песни. (Эстонское радио, 2004; 4 компакт-диска)
- Хельга Тынсон — Хендрик Крумм (Эстонская книга, Таллин, 1984)

## Память
- С 1995 года на Сааремаа присуждаются стипендии в области культуры имени Х. Крумма.
- С 2005 года, в рамках фестиваля «Куресаарские Дни Оперы» (остров Сааремаа, Эстония) проводится конкурс молодых исполнителей имени Х. Крумма.